# Apterodromia monticola
Apterodromia monticola är en tvåvingeart som beskrevs av Sinclair och Meg S. Cumming 2000. Apterodromia monticola ingår i släktet Apterodromia och familjen puckeldansflugor. Inga underarter finns listade i Catalogue of Life.